# Лайонс (Небраска)
Лайонс (англ. Lyons) — місто (англ. city) в США, в окрузі Берт штату Небраска. Населення — 824 особи (2020).

## Географія
Лайонс розташований за координатами 41°56′9″ пн. ш. 96°28′20″ зх. д. / 41.93583° пн. ш. 96.47222° зх. д. (41.935880, -96.472338).  За даними Бюро перепису населення США в 2010 році місто мало площу 1,79 км², з яких 1,77 км² — суходіл та 0,02 км² — водойми.

## Демографія
Згідно з переписом 2010 року, у місті мешкала 851 особа в 395 домогосподарствах у складі 228 родин. Густота населення становила 476 осіб/км².  Було 457 помешкань (255/км²).
Расовий склад населення:
| - 96,7 % — білих - 0,9 % — корінних американців - 0,2 % — вихідців з тихоокеанських островів - 0,1 % — чорних або афроамериканців - 1,3 % — осіб інших рас |

До двох чи більше рас належало 0,7 %. Частка іспаномовних становила 3,2 % від усіх жителів.
За віковим діапазоном населення розподілялося таким чином: 16,1 % — особи молодші 18 років, 53,8 % — особи у віці 18—64 років, 30,1 % — особи у віці 65 років та старші. Медіана віку мешканця становила 51,7 року. На 100 осіб жіночої статі у місті припадало 84,6 чоловіків;  на 100 жінок у віці від 18 років та старших — 78,5 чоловіків також старших 18 років.
Середній дохід на одне домашнє господарство  становив 45 146 доларів США (медіана — 38 875), а середній дохід на одну сім'ю — 59 431 долар (медіана — 51 250). Медіана доходів становила 37 375 доларів для чоловіків та 32 115 доларів для жінок. За межею бідності перебувало 13,9 % осіб, у тому числі 15,2 % дітей у віці до 18 років та 17,2 % осіб у віці 65 років та старших.
Цивільне працевлаштоване населення становило 373 особи. Основні галузі зайнятості: освіта, охорона здоров'я та соціальна допомога — 22,8 %, виробництво — 16,6 %, роздрібна торгівля — 13,9 %.